# Margarethe Weikert
Margarethe Weikert   (Budapest, 24 de setembre de 1914), també coneguda com a Grete Weikert, va ser una esquiadora alpina austríaca, que va competir durant la dècada de 1930.
El 1936 va prendre part en els Jocs Olímpics d'Hivern de Garmisch-Partenkirchen, on fou divuitena en la prova combinada d'esquí alpí. Pocs dies més tard guanyà una medalla de bronze al Campionat del Món d'esquí alpí de 1936, disputat a Innsbruck, rere Gerda Paumgarten i Evelyn Pinching.